# Celina Jaitley

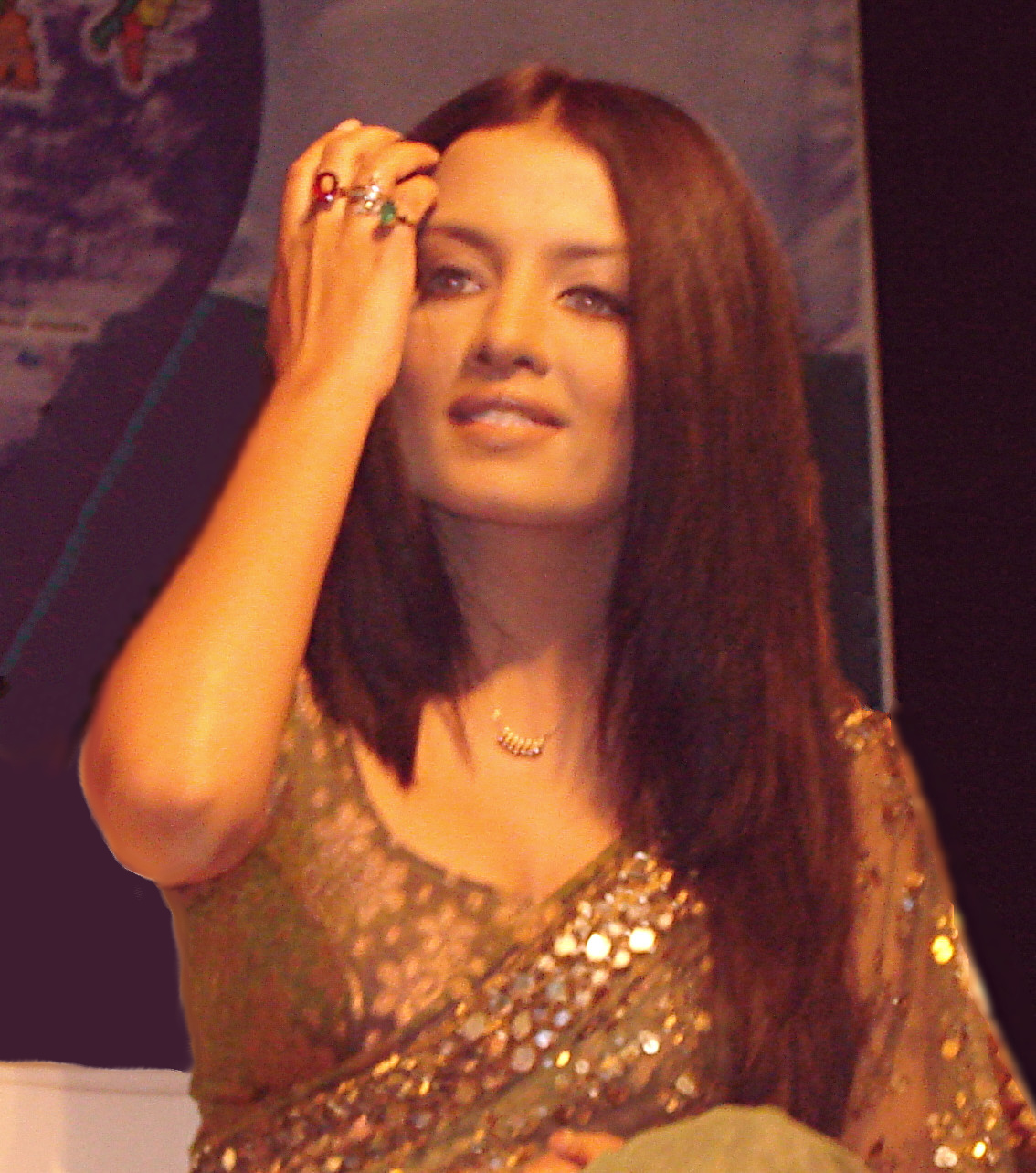
Celina Jaitley in Los Angeles, 2007

Celina Jiya Jaitley (Hindi सेलिना जिया जेटली; * 9. Juni 1981 in Kabul, Afghanistan) ist eine indische Bollywood-Schauspielerin.

## Leben
Celina Jaitley wurde 1981 in Kabul, Afghanistan geboren. Ihr indischer Vater ist ein ehemaliger Armeeoffizier, ihre Mutter eine afghanische Kinderpsychologin und ehemalige Schönheitskönigin. Jaitley wuchs in verschiedenen Städten auf, verbrachte aber die meiste Zeit ihrer Kindheit in Kolkata. Sie wurde als Hindu aufgezogen.
Im Jahr 2001 stieg Jaitley in die Fußstapfen ihrer Mutter und wurde zur Miss India gekrönt. Sie gewann noch einige andere Auszeichnungen, darunter den MTV Most Wanted Award, und spielte in einigen indischen Filmen und Musikvideos mit.
Am 24. März 2012 wurden Celina und ihr Mann Peter Haag Eltern von Zwillingen. Neben ihrer künstlerischen Karriere engagiert sie sich als Aktivistin für Tierschutzpolitik und als heterosexuelle Verbündete für den rechtlichen Schutz der LGBT-Gemeinschaft in Indien.

## Filmografie (Auswahl)
- 2003: Janasheen
- 2003: Khel
- 2004: Suryam
- 2005: Silsiilay
- 2005: No Entry – Seitensprung verboten (No Entry)
- 2006: Tom, Dick, and Harry
- 2006: Apna Sapna Money Money
- 2006: Jawani Diwani: A Youthful Joyride
- 2006: Zinda
- 2007: Yahan Ke Hum Sikander
- 2007: Red: The Dark Side
- 2007: Shakalaka Boom Boom
- 2007: Heyy Babyy (Gastauftritt)
- 2008: Money Hai Toh Honey Hai
- 2008: C Kkompany
- 2009: Paying Guests
- 2010: Hello Darling
- 2011: Thank You
- 2012: Will You Marry Me